# Stade national de Tundavala
 (avril 2025).
Le stade National de Tundavala est un stade omnisports, qui se trouve à Lubango, Angola qui est en fin de travaux.
Une fois fini, il sera utilisé principalement pour des matchs de football et accueillera des évènements importants du pays comme la CAN 2010. Ce stade aura la capacité de 20 000 places dont 208 places VIP.

## Histoire
Le stade est construit par l'entreprise Sinohydro Corporation.

## Événements
- Coupe d'Afrique des nations de football 2010